# Landtagswahlkreis Bitterfeld
Der Wahlkreis Bitterfeld war ein Landtagswahlkreis in Sachsen-Anhalt. Der Wahlkreis umfasste zuletzt vom Landkreis Anhalt-Bitterfeld die Gemeinde Muldestausee und die Stadt Raguhn-Jeßnitz sowie Teile der Städte Bitterfeld-Wolfen und Sandersdorf-Brehna. Zur Landtagswahl 2021 wurde der Wahlkreis aufgelöst und ging im neuen Landtagswahlkreis Bitterfeld-Wolfen auf.

## Wahl 2016
| Bewerber            | Partei            | Erststimmen in % | Zweitstimmen in % |
| ------------------- | ----------------- | ---------------- | ----------------- |
| Lars-Jörn Zimmer    | CDU               | 27,6             | 28,2              |
| Dagmar Zoschke      | LINKE             | 14,7             | 13,4              |
| Steffen Berkenbusch | SPD               | 9,1              | 8,4               |
| Veit Wolpert        | FDP               | 5,5              | 4,3               |
| Christian Hennicke  | GRÜNE             | 3,0              | 3,5               |
| Matthias Reichert   | Freie Wähler      | 6,7              | 3,8               |
| –                   | ALFA              | –                | 0,8               |
| –                   | DIE RECHTE        | –                | 0,2               |
| -                   | NPD               | -                | 2,2               |
| –                   | FBM               | –                | 0,2               |
| –                   | Tierschutzpartei  | –                | 1,5               |
| Volker Olenicak     | AfD               | 33,4             | 31,9              |
| –                   | MG                | –                | 0,3               |
| -                   | Die PARTEI        | 0,3              |                   |
| -                   | Tierschutzallianz | 1,0              |                   |

## Wahl 2011
Bei der Landtagswahl in Sachsen-Anhalt 2011 waren 39.914 Einwohner wahlberechtigt; die Wahlbeteiligung lag bei 47,6 %. Lars-Jörn Zimmer gewann das Direktmandat für die CDU.
| Bewerber              | Partei           | Erststimmen in % | Zweitstimmen in % |
| --------------------- | ---------------- | ---------------- | ----------------- |
| Lars-Jörn Zimmer      | CDU              | 37,7             | 34,2              |
| Dagmar Zoschke        | Die Linke        | 24,8             | 22,9              |
| Martin Hamerla        | SPD              | 16,5             | 19,2              |
| Veit Wolpert          | FDP              | 6,2              | 6,2               |
| Christoph Erdmenger   | GRÜNE            | 4,7              | 5,5               |
| Klaus Müller          | Freie Wähler     | 5,2              | 3,0               |
| –                     | KPD              | –                | 0,2               |
| –                     | MLPD             | –                | 0,2               |
| Carmen Birgit Fechner | NPD              | 4,9              | 5,2               |
| –                     | ödp              | –                | 0,1               |
| –                     | Tierschutzpartei | –                | 1,7               |
| –                     | Piraten          | –                | 1,1               |
| –                     | SPV              | –                | 0,5               |

## Wahl 2006
Bei der Landtagswahl in Sachsen-Anhalt 2006 traten folgende Kandidaten an:
| Name                              | Partei          | Anteil der Erststimmen |
| --------------------------------- | --------------- | ---------------------- |
| Lars-Jörn Zimmer                  | CDU             | 39,7 %                 |
| Britta Dörr                       | Die Linke       | 20,7 %                 |
| Werner Rauball                    | SPD             | 23,8 %                 |
| Veit Wolpert                      | FDP             | 10,0 %                 |
| Stefan Krabbes                    | GRÜNE           | 3,2 %                  |
| Rainer Schönbrodt                 | MLPD            | 1,4 %                  |
| Hans Dieter Meyer                 | Off D-STATT-DSU | 1,2 %                  |
| Wahlberechtigte: 41.453 Einwohner |                 |                        |
| Wahlbeteiligung: 43,7 %           |                 |                        |